# Landboreformerne
Ved landboreformerne forstås i almindelighed en række tiltag, danske regeringer iværksatte i perioden 1784 - ca. 1830 med det formål at forandre og forbedre vilkårene for rigets bønder. Blandt reformerne regnes udskiftningen af landsbyfællesskabet og samlingen af de enkelte gårdes jord i en enkelt hovedlod (samt en englod og måske en overdrevslod), støtte til udflytning af gårde til deres nye lod, samt stavnsbåndets ophævelse til de vigtigste. Også tiltag til afvikling af fæstevæsenet og fremme af selveje samt til at lægge fastere rammer for det tilbageværende hoveri blev taget, men her var reformerne mindre indgribende, og først inde i 1800-tallet begyndte der at vise sig resultater på disse områder. Endelig bør nævnes, at indførelsen af folkeskolen i 1814 omtales som et naturligt følgende led i reformarbejdet. Under reformarbejdet søgte man tillige at tage hensyn til husmændene ved at sikre disse visse rettigheder, men med mindre held.
Landboreformerne regnes som indledningen til den danske bondestands økonomiske og borgerlige frihed.

## Baggrund
Hoveri, jordfællesskab, stavnsbånd og tiendeydelser lagde store hindringer i vejen for bondens muligheder for et forbedret agerbrug med øget produktion. Landboreformerne blev i Danmark et afgørende brud med lensvæsenet og den feudale produktionsmåde.
Landbruget var hovederhvervet og ca. 80% af befolkningen boede på landet. Dette lagde et yderligere pres på bonden, fordi befolkningstallet var stigende, og efterspørgslen fra udlandet var stor på grund af talrige krige. Landbruget var nødt til at øge produktionen, da det forsynede hele samfundet med fødevarer og råvarer til manufaktur, håndværk og handel.
Det økonomiske pres på gårdmændene skyldtes de stigende skatter til staten og stigende fæsteindtægter og hoveri til godsejerne. Derfor havde godsejerne svært ved at få fæstegårdene besat.[kilde mangler]

## Initiativet og drivkraften bag reformerne

### Stavnsbåndets indførelse 1733
Godsejernes problemer med at få fæstegårdene bemandede førte til stavnsbåndets indførelse i 1733. Det skulle afhjælpe den alvorlige landbrugskrise, som skyldtes svigtende efterspørgsel fra udlandet, men især forventninger i Danmark.
Afvandringen fra landet til byerne øgede problemet med at få befolket fæstegårdene. Fæstet var aftalt i en kontrakt, som i princippet var gældende for fæstebonden resten af livet.
Herremænd kunne befale deres fæstebønder at drive de sletteste gårde. Frederik 4. havde ganske vist afskaffet godsejernes ret til at give deres karle de ringeste gårde, men ordningen blev genindført af Christian 6. med det resultat, at produktionen steg på trods af bøndernes usle kår.[kilde mangler]
Herremænd og godsejere kunne igen udstationere deres bønder og karle på de dårlige gårde med mere arbejde.
Da større arealer opdyrkedes, øgedes produktionen, og landets velstand og befolkning voksede.
Danmark var selvforsynende og lagde nye arealer under plov. Bønderne fik mere arbejde, og nogle måtte forlade deres gårde på grund kravene. Men der blev ikke krævet skatter af de nyindtagne arealer, som blev profitable.
Efter en hård begyndelse  mærkede bonden så småt den forbedrede økonomi.
Den store produktion medførte øget indtjening, især fordi England var begyndt på en erhvervsmæssig specialisering og importerede landbrugsprodukter i store mængder, og de danske bønder kunne få mere for deres produkter uden øgede produktionsomkostninger.[kilde mangler]

### Fæstebøndernes trodsighed
Forståelig utilfredshed og trodsighed florerede alligevel i bondestanden, som blandt andet klagede over, at hoveriet havde udviklet sig til en grov udnyttelse, der betød, at bønderne kunne ikke betale afgifter og effektivisere deres egne landbrug med alle de tvungne dage med hoveri. På den anden side klagede en kreds af godsejere over bøndernes genstridighed. Konflikterne betød, at Christian Ditlev Frederik Reventlow, som var kronprinsens fortrolige, arbejde for at nedsætte en kommission, der skulle stille forslag om reformer i landbruget.

### Mange grunde til handling
Initiativet var i overensstemmelse med befolkningens ønsker, hvor især bønderne var utilfredse med deres situation. Kronprinsen og hans meningsfæller i landbokommissionen – "Den Store Landbokommission" fra 1786: Kommissionen havde til opgave at undersøge og stille forslag om proprietærers og fæstebønders indbyrdes rettigheder og pligter. Kommissionen ophævedes ved reskript 20. marts 1816. – samt Christian Colbjørnsen, ville også gøre noget ved sagen. I sidste ende blev reformerne dog gennemført ud fra den erkendelse, at man havde nået det produktionsmæssige loft. Da efterspørgslen fra udlandet var stor og befolkningstallet stigende, var tiltag nødvendige; den danske økonomi kunne ikke kapere mere, udbuddet var for lille. Det ville være til gavn for alle med mere produktion og større velstand, så det var denne erkendelse, der var startskuddet til reformerne.

### Indsigt ved slutningen af 1700-tallet
Det var i slutningen af 1700-tallet, at den kyndige havde indset, at der med bondestandens status ikke kunne nås yderligere produktion og stigende økonomi.[kilde mangler]
Det var umuligt for bonden at opdyrke mere jord, da hoveriet og vedligeholdelsen af gårdene var så omfattende. De havde nået et produktionsloft. Bønderne behøvede mere luft og plads, og det ville give bedre produkter og større produktion. Det var et ønske fra både regeringen og godsejerne og ville kunne betyde en større befolkning – og flere skatter og ikke mindst mulighed for en større flåde og hær.[kilde mangler]

## De centrale personer
Opmærksomst på den kommende stagnation var kronprins Frederik (senere Frederik 6.)   I 1784 havde han 16 år gammel ved et møjsommeligt iscenesat statskup erobret den reelle magt i riget – som kronprinsregent – og så nu muligheden for at komme landbruget til undsætning. Han blev understøttet på det kraftigste af brødrene Christian Ditlev Frederik Reventlow og Johan Ludvig Reventlow, Andreas Peter Bernstorff og Christian Colbjørnsen. Også godsejeren Vilhelm August Hansen var en væsentlig støtte. Disse herrer fra landbokommissionen mente, at der skulle nogle fysiokratiske aspekter i spil for at undgå den forudsete stagnation i landbruget.[kilde mangler]
Det var disse fortalere for fysiokratismen, der tog initiativet til bondens frigørelse ved landboreformerne. De fire – hovedsageligt kronprins Frederik – gjorde det muligt at bearbejde reformerne politisk.
Reformerne havde også en række åndelige fædre i oplysningskredsen omkring Sorø Akademi som J.S. Sneedorff og Tyge Rothe, der fra midten af 1700-tallet havde gjort sig til fortalere for lettelse af bøndernes vilkår med frihed og øget produktivitet til følge. Ønsket var at få skabt en velstående middelklasse og modarbejde de enorme standsforskelle i Danmark. Den var overbevist om, at kilden til rigdom lå i jorden, og at landbruget skulle optimeres. Bønderne behøvede et incitament til at arbejde og producere mere.
De ville frigøre bonden og lade markedskræfterne spille frit og oparbejde en god økonomi.
Bondens frihed ville føre til selveje og aktivere ham til at få gården til at blomstre.[kilde mangler]

## Landboreformerne
I tiden inden reformernes frigørelse af bondestanden var vilkårene som før nævnt ofte kummerlige og bundne. Fæstebønderne måtte både betale landgilde, yde arbejdstjeneste og udføre hoveri for godsejeren.
Fæstebønderne kunne på grund af stavnsbåndet ikke forlade deres gårde og levede ofte på et eksistensminimum. Godsejeren havde til enhver tid ret til afstraffe fæstebonden, sætte ham i fangehul eller indskrive ham til militsen, hvis bonden f.eks. nægtede at overtage en ringe gård.  Fæstebønderne havde heller ikke tilstrækkelig tid til at passe deres egne marker, da hoveriet
lagde beslag på meget af deres fritid.[kilde mangler] Under disse betingelser forekom egentlig mishandling af fæstebønderne, men det skete ret sjældent, fordi godsejerne ikke havde interesse i at gøre deres arbejdskraft uarbejdsdygtig.

### Hoveri
Hoveri var det pligtarbejde, som bønderne ydede til hovedgårdenes drift eller til det offentlige.
I begge tilfælde var hoveri en del af afgiften for brugen af jord eller bolig.
Hoveriets omfang voksede gennem 1600- og 1700-tallet. Den ældre betegnelse ugedagstjener afspejlede, at der blev en arbejdsdag ugentlig. Igennem 1700-tallet blev hoveriet mere og mere omfattende. Det blev til gårdmandens vigtigste afgift til godsejeren og endte til sidst med at være fire gange så meget værd som landgilden, den årlige afgift, som fæstebonden betalte godsejeren, ofte i form af naturalier.
Omfanget af hoveriet havde aldrig været fastlagt, men godsejerne var flittige brugere af den gratis arbejdskraft de kunne tvinge fæstebønderne til at yde.
Det resulterede i fødevaremangel om vinteren for bønderne, der ikke havde tid til at passe deres egne marker. Antallet af selvejende gårde faldt drastisk midt i 1700-tallet. Det var for besværligt at løse sig fri af fæstet og prisen var alt for høj; bare for at få lov til at forlade en fæstegård, skulle betales en afgift der svarede til en bondes årsløn. Denne ordning var en del af stavnsbåndet, der jo netop skulle forhindre udvandring fra fæstegårdene.
Karlen havde kun to valg: Enten at overtage en ringe fæstegård på sin godsejers befaling, eller at lade sig indkalde som soldat i militæret. Det var stavnsbåndet der sikrede godsejerne denne autoritet over for gårdmændene. Efter stavnsbåndets indførelse i 1733 under Christian 6. måtte den mandlige del af bondebefolkningen ikke flytte fra fødegodset uden godsejerens tilladelse.
Aldersgrænserne var oprindelig 14–36 år, men blev i 1742 udvidet til 9–40 år og i 1760 til 4–40 år.
Officielt var stavnsbåndet indført for at genindføre landmilitsen, der var afskaffet tre år tidligere.
Afskaffelsen af militsen betød, at bønderne nu slap for den forhadte militærtjeneste, og fik frihed til at rejse hvorhen de ville og slippe for det umenneskelige hoveriarbejde under tyranniske godsejere.
Undertrykkelsen af bønderne og krisen i landbruget medførte en flugt fra landet, der gjorde, at godserne i høj grad mistede arbejdskraft.
Godsejerne krævede derfor landmilitsen genindført for at forhindre bøndernes flugt og sikre sig billig arbejdskraft. Landmilitsen blev genindført med det samme og hang som en trussel over bøndernes hoveder, hvis de nægtede gårdovertagelse.
Denne enorme frihedsberøvelse hæmmede bonden.[kilde mangler]

## Stavnsbåndsløsningen 1788
I 1788 underskrev statsrådet løsningen af bønderne fra stavnsbåndet. Bag stavnsbåndets løsning stod godsejerbrødrene Ludvig og Christian Ditlev Reventlow, jurist Christian Colbjørnsen og godsejer Anders Peter Bernstorff. Det var dem, der fik det igennem rent politisk med kronprins Frederiks (d. 6.) store velvilje i ryggen.[kilde mangler]
Løsningen var dog ikke en ophævelse, idet staten overtog bindingen af landboerne til hejmestavnet i forbindelse med soldatertjenesten. Det var først med indførelsen af den almindelige værnepligt i 1848, at stavnsbåndet blev ophævet, således at mænd bosiddende på landet fik lov at bosætte sig hvor de ville.

### Stadig nogen utilfredshed hos mange godsejere
Mange godsejere var dog utilfredse med fæstebøndernes frihed, og der var stor debat, da de nu mistede en betydelig del af deres magt. I sommeren 1790 skrev 103 jyske godsejere et klagebrev til den reformvenlige kronprins Frederik.
Heri fremsætter godsejerne deres problemer efter stavnsbåndsløsningen:

”Bondestanden og almuen har under den højtråbende friheds ånd troet, at al husbondhold var opgivet, og ingen hørighed mere skulle have stede”.
Godsejerne så ilde på kronprinsen og landbokommissionen hvori Reventlow og Bernstorff sad. Dette var dog kun i begyndelsen indtil pengene væltede  ind til dem og deres gårde steg i værdi.

### Kronprins Frederik imødekommer godsejernes kritik
Kronprinsens løsning på brevet var en forordning, som han offentliggjorde 25. marts 1791.
I Kilde 13.6 er denne lovforordning opskrevet, og heri fastsætter kronprins Frederik nogle rammer for hoveriet, som han mener skal fortsætte i en lidt mindre og moderat mængde.
På side 103 – 104 i Danmark under forvandling, ses en debatterende brevudveksling, hvor en godsejer ser sig utilfreds med den foreslåede bondefrigørelse.
I kilde 10.1, skriver Henrik Stampe, 1713–1789, jurist, generalprokurør og statsminister sin opfattelse af bondefriheden.

”Det kan ikke nægtes, at jo det alt for stærke bånd, som er lagt på bondestanden, kan have adskillelige følger, og at det rimeligvis ville være mere fordelagtigt for folkemængden, om bondestanden blev tilstået nogen større frihed”

Henrik Stampe udtrykker tydeligt de fordele, der må forekomme ved en bondefrigørelse og siger:

”Det er vist at en godsejer, som begriber og indser sin egen virkelige fordel, behandler sine bønder som sine egne børn og gør sig en fornøjelse af at bidrage til deres bedste og velgående”

Henrik Stampe prøver at inddrage andre i sin overbevisning om fordele ved frie bønder og prøver at udstikke nogle retningslinjer og gode råd til godsejerne. Henrik Stampe er fysiokrat og er derfor overbevist om, at med større frihed vil bonden opdyrke mere jord og dermed øge velstanden.
Henrik Stampe får et svar fra en godsejer Rosenkrantz.
Han mener, at hvis bonden fik frie tøjler, ville der opstå problemer med den frie vandring de ville foretage. Der ville opstå familie- og nabostridigheder, og bønderne ville vandre fra gods til gods mod familie og venners vilje. Rosenkrantz mener, at der ville opstå uorden og splittelse, og at man med denne frihed ville miste disciplinen og arbejdsindsatsen. Hvis bonden kunne gøre som han ville, kunne ingen godsejer få ham i ordentligt arbejde, da han blot ville forlade godset, hvis noget gik ham på.
Rosenkrantz er af den overbevisning, at bonden ville misbruge sin frihed.
Han siger følgende i sit brev til embedsmanden:
”..derom understår jeg mig ikke at udlade mig videre end at befrygte, slig frihed blev misbrugt og godserne forladte”
Det var klart, at godsejerne var de utilfredse i det politiske spil, da det var dem, der skulle afgive autoritet og magt til deres undersåtter.
Dette viser også, at uden kronprins Frederiks reformvenlige syn ville godsejerne havde stået for stærkt til at man kunne indføre reformerne.
I slutningen af 1700-tallet, kort efter stavnsbåndets løsning, fandt en omfattende afvikling af hoveriet sted i Danmark: dels ved overgang til selveje og dels ved lokale aftaler mellem fæstebønder og godsejere.
Formålet med reformerne fra regeringens side var at skabe et mere effektivt landbrug der kunne give nogle bedre produkter og efterkomme den store efterspørgsel. Dette ville give prisstigninger og gavne statskassen. Fysiokratismen og liberalismen fik i reformperioden vist sit værd og landbruget blomstrede op og befolkningstallet steg. Regeringens og fysiokratismens fortalere havde fået indfriet deres hensigt og det egentlige formål blev opfyldt i høj grad. Landbruget blev nu til en selvstyrende instans, der ikke behøvede statslig indblanden.
Nu var det markedskræfterne der holdt systemet i gang i stedet for det tidligere stavnsbånd og hoveri. I modsætning til den engelske model,
kom de danske landbrugsreformer nedefra og blev indført i bredden, dvs. hos de fæstebønder der i fremtiden skulle sikre den danske økonomi. Det var fæstebønderne der havde startet reformerne med deres utilfredshed over levevilkårene. Senere havde kronprins Frederik (d. 6), Bernstorff samt Reventlow og Colbjørnsen fra landbokommissionen, taget opgaven i deres hænder og ført den ud i samfundet.

## Landsbystruktur, trevangsbrug, udskiftning, udflytning
Da den almene fæstebonde nu var frit stillet, gav det nogle helt nye muligheder med hensyn til landsbystruktur.
Førhen havde man benyttet sig af trevangsbruget. Her havde man tre store vange hvor man benyttede den ene til vintersæd, den anden til forårssæd og den sidste som brakmark.
Disse tre vange var herefter delt ind i åse og til sidst delt ind i lange rektangulære agre. Gårdene var tæt samlet inde i midten af de tre vange.

### Udflytning
Efter bondens frigørelse i form af selveje, kom udflytningen som en naturlig følge af bondens nye mulighed for at flytte, hvilket endvidere medførte udskiftningen.
Dette betød at nogle af bønderne inde fra byen flyttede deres gård ud i markerne, for at gøre strukturen mere effektiv, da man på denne måde kunne opdyrke de yderste marker bedre.
Tanken bag denne udskiftning var enkel. Hver gård i landsbyen skulle så vidt muligt have sin jord samlet på ét sted, eller i det mindste fordelt på så få stykker jord som muligt. Jordfordelingen blev holdt inden for det enkelte ejerlavs jorder, og ved samlingen af jorderne skulle alle fæstebønder have akkurat samme jordværdi som inden udskiftningen. Bønderne fik nu kortere til deres jorder og dermed nemmere ved at føre deres agerbrug.
De første tilløb til udskiftning og udflytning fandt sted i 1764–65, men udskiftningen tog først for alvor fart i 1790'erne. Til gengæld gik det hurtigt, da den først kom i gang, og udskiftningen af Danmarks omkring 5000 ejerlav var stort set gennemført omkring 1810.
Den store udskiftning skete i al sin hast, som en følge af de rettigheder og friheder bønderne nu havde fået efter mange års armod. 

### Blokudskiftning
Blokudskiftning var en udskiftningsform, hvor et forholdsvis stort antal ejendomme blev udflyttet i forbindelse med udskiftningen. Derved blev det muligt, at hver gård fik et omtrent rektangulært, samlet jordstykke.

### Stjerneudskiftning
En anden form for udskiftning var stjerneudskiftningen. Dette fænomen forekom i mindre landsbyer, hvor landsbyen lå centralt placeret på landsbyjorden, og hvor jorden havde en ensartet kvalitet. Her kunne man med fordel lave en stjerneudskiftning, da jordens bonitet var ens.
Det betød, at gårdene blev liggende i landsbyen, og at hver gård fik tildelt et langt kileformet markstykke. Set oppe fra strålede markerne i en stjerneformation ud fra landsbyen.
Stjerneudskiftningen var populær hos bønderne, fordi den betød, at man kunne bevare det tætte landsbyfællesskab og den tryghed, det gav, og at ens jord lå i tilknytning til gården.

### Kamudskiftningen
Den tredje form for udskiftning var kamudskiftningen, hvor området varierede mellem ager og eng. Her lå gårdene som perler på en snor og havde hver et aflangt stykke ud til hver side.

### Bønderne kunne dog stadig klage
Bøndernes opfattelse af udskiftningen var positiv, dog kunne der forefalde klager når en bonde blev tildelt et stykke ugødet jord der var for ringe til at så i. Generelt så mange landsbyer udskiftningen som den ideelle løsning til større velstand.
Der fandtes dog mange grunde til at landsbyerne udskiftede deres jord.
Ifølge kilde 11.5 hos Hansgaard har en bonde i Vollerslev by opbygget en ny gård, da hans gamle brændte. Beliggenheden for den nye gård var helt ude i det yderste af vangene, hvor han fik nogle nye jorder. Disse jorder var ikke blevet dyrket i større omfang, da de lå så langt væk og derfor ikke var udpint; de kunne derfor opdyrkes hurtigere og bedre end de marker der lå tættere ved byen. Dette fik flere gårde til at udflytte og Vollerslev fik da en bedre velstand og bedre afgrøder.
Der var også byer der gerne ville udskifte deres jorder, men ikke kunne, da kornet var for ringe.
I kilde 11.8 hos Hansgaard har otte bønder i Vindstrup anmodet om at få opmålt jorder i deres vange. Bønderne er dog nødt til at nedlægge en af de otte gårde og dele denne gårds jord ud til de andre for at det kan betale sig.
De sender en skriftlig anmodning om at få lov til dette, da de herved kan forbedre deres økonomiske tilstand; de håber at staten vil give dem hjælp og helst støtte til den bonde der må afgive sin gård.
Der var i løbet af udskiftningen mange forskellige incitamenter til at udflytte fra landsbyen, og det varierede meget fra landsby til landsby om det var aktuelt.
Udskiftningen var et populært og profitabelt fænomen der først forekom i 1760'erne. Det er nærliggende at se udskiftningen som et resultat af den stadig vidtgående lovgivning.
De første eksemplers magt og overbevisning gav selvforstærkende effekter og satte en kædereaktion i gang i landets landsbyer.

## Virkninger og konsekvenser

### Forbedring af kårene for fæstebønderne og fremgang for godsejerne
Landboreformerne var en klar forbedring af kårene for fæstebønderne, der nu fik frihed og gav den danske økonomi et stort skub opad.
For godsejerklassen medførte landboreformerne også en umådelig økonomisk fordel i form af værdistigninger på deres gårde.
I 1772 skrev C. D. Reventlow om sin far, at han var en mand der ikke ejede andet end sine godser, og på grund af deres dårlige forvaltning var de ikke meget værd. I 1804 efter landboreformernes gennemførelse var hans godser og ufæstede gårde nu overtaget af frie og ihærdige bønder der drev dem i stor stil.
Som hans far selv udtalte:

”Gud har velsignet alting på mit grevskab, skolerne, bønderne, skovene, fattigvæsenet og mine indtægter”

### Udflytninger
Som et led i udskiftningen af landsbyerne blev bøndergårde flyttet ud, hvis deres jordtilliggende kom til at ligge i et område der ikke stødte op til den gamle landsby. I begyndelsen af 1800-tallet søgtes lavet en oversigt over omfanget af sådanne udflytninger. For Frederiksborg og Kronborg amters vedkommende, der omfattede meget krongods, var i årene 1785-1789 udskiftet 113 landsbyer og herfra udflyttet 423 gårde og 257 huse. For 22 sjællandske godser, hvor udskiftningen da var afsluttet, blev det opgjort, at af i alt 1675 gårde var 799 udflyttede svarende til knap halvdelen. For Fyns vedkommende blev af i alt 7214 gårde udflyttet 1195 svarende til en sjettedel.For Ålborg amt i Jylland var af i alt 3061 gårde udflyttet 556 svarende til mellem en femtedel og en sjettedel, for Ribe amt af i alt 3001 gårde var 590 udflyttede svarende til en femtedel., for Vejle amt var af i alt 2452 gårde 545 udflyttede svarende til mellem en fjerdedel og en femtede, for Århus amt var af 3873 gårde 450 udflyttede, svarende til knapt en ottendedel. Vel betød udskiftningen langt fra landsbyens opløsning som bebyggelsesform men nok en ganske så stor spredning i gårdenes beliggenhed i forhold til tidligere.

### Tilspidsning af ejendomsbegrebet
En af de store effekter i landboreformernes kølvand var en tilspidsning af ejendomsbegrebet. Bønderne blev en slags mini-godsejere med deres egen jord og gårde og fik interesse i gårdene. Bønderne gik sammen om at beskytte ejendomsretten. Da bønderne nu havde deres egen jord, skulle de lære det klare skel mellem dit og mit. Det var svært, da bønderne havde været vant til det store jordfællesskab. Men da bønderne kom med på tanken, blev ideen om den private ejendomsret styrket, og hver mand opdyrkede og passede på sit eget. Det var i store træk denne tankegang, der gav økonomien det store skub, da alle bønder nu gjorde deres bedste for at få det størst mulige overskud.
De fik nu interesse i ideologien og i at få bekræftet deres politiske overbevisning og endda i at få andre til at tro på den. Den ønskede middelklasse gik nu sammen om samme vilkår, principper og ideologi.
Fysiokratismen og kapitalismen var ideologier, som både godsejere og bønder gik ind for. Det var på baggrund af disse tanker, at den ønskede middelklasse opstod.

### Husmændene og landarbejderne ladt tilbage
Nu havde adel og bønder klaret sig, men der stod nu en ny underklasse tilbage. Denne klasse bestod af husmænd og landarbejdere, hvis kår blev forværret ved landboreformerne. Denne underklasse måtte fortsat arbejde på bøndernes vilkår, og bønderne udnyttede den billige arbejdskraft til at etablere deres egne gårde, da husmændenes hoveri ikke forsvandt med reformerne.
Husmændene fik husmandsboliger med så lidt og så dårlig jord, at de var tvunget til at arbejde for føden hos bønderne.
Husmændene mistede desuden de fælles overdrev, hvor de før i tiden kunne have kreaturer på græs.
Husmændenes få rettigheder var fjernet efter landboreformerne.
Deres græsningsret blev fjernet, samt deres liv- og arvefæste. De levede på et eksistensminimum og kunne blive smidt på porten når som helst.
Husmændene måtte desuden affinde sig i groft hoveri fra den nye middelklasses side, og nægtede de, blev de tugtet korporligt. Man havde dog givet dem friheden til selv at vælge, hvorvidt de ville leve i fæste eller gå på egen hånd. Dette var dog ikke en mulighed, da et liv på egen hånd for en husmand ville føre til sultedøden.
Husmændene blev holdt i et jerngreb og trak det korte strå i den nye herskende samfundsorden.
”Enhver mand for sig selv og gud for os alle, lød det. Man måtte klare sig selv”,
som Charles Dickens formulerede det.
Som det nævnes på side 106 i Danmark under forvandling, så har lærer Rasmus Pedersen givet udtryk for sin undren over, at folk kan lide under så frygtelige kår i et land der flyder med mælk og honning.
Rasmus Sørensen nævner sin egen greve som eksempel – en rig mand som havde forbedret bøndernes kår markant, men blot ladet husmændene stå tilbage.
I årene efter reformerne fortsatte husmændenes elendighed, børnene døde af underernæring  var et vilkår for mange husmænd om vinteren og foråret.
Resultatet var en tredelt klasseopdeling: landproletariat, bondestand og adel.
Hele samfundet fik øget velstand gennem landbrugets øgede produktion i form af mere og bedre jordopdyrkning, men husmændene var blevet glemt og fik en tilværelsesmæssig tilbagegang med reformerne. Men Henrik Pontoppidan glemte ikke landarbejdere og husmænd, men skildrede deres usle forhold med sin ætsende pen.

## Tillæg: befolkningskategorier
Fra folketællingen 1801 ved vi, at 20% af Danmarks befolkning boede i byerne, mens 80% boede på landet.
Landbefolkningen fordelte sig således:
| Stand                   | Anslået antal |
| ----------------------- | ------------- |
| Aristokratiet           | 4.000         |
| Gårdmandsstanden        | 260.000       |
| Husmænd med lidt jord   | 143.000       |
| Husmænd uden jord       | 77.000        |
| Daglejere og inderster  | 57.000        |
| Tyende                  | 123.000       |
| Fiskere                 | 9.000         |
| Fattiglemmer            | 19.000        |
| Omvandrende proletariat | ??            |

(Kilde: Frilandmuseets Jubilæumsside Arkiveret 25. april 2009 hos  Wayback Machine)
Danmarks befolkning blev ca fordoblet fra 1780 til 1860 og med stort set uændret fordeling mellem land og hovedstad. Da antallet af landsbyer var konstant (ca 5.000 fordelt på ca 1.000 sogne) og ikke mindst antallet af gårde var stort set konstant (pga de faste rammer som fællesjorden dannede), så voksede antallet af jordløse bønder markant, og skabte dermed et landarbejder proletariat. Hvor man tidligere havde ca det samme antal arbejder-boliger som antal gårde i en landsby, så havde man nu 2-3 gange så mange arbejdere. Dermed var antallet af husmandssteder ikke tilstrækkeligt.
En del blev ansat som karle på gårdene, som havde brug for mere arbejdskraft i slutningen af århundredet, på grund af den mere arbejdsintensive driftform med mange flere malkekøer og øget svineavl, intensiv jordbrugsdrift med fx roer og frugtplantager.
En stor del udvandrede til byer eller udland, navnlig nordamerika.
Fra ca 1870 og frem voksede byernes andel, så Hovedstaden kom til at udgøre 20 og senere 25% af befolkningen.
I dag udgør landbefolkningen i danske landsbyer ca 800.000 og er altså på niveau med 1700-tallet. Over fem mio af Danmarks befolkning på ca 5,8 mio bor således i byer, købstæder eller hovedstad.
Hvor landet indtil 1800 havde svært ved at brødføde een mio mennesker, så magter vi i dag at være i ca balance med flere end fem gange så mange mennesker.
- Frihedsstøtten er en 20 meter høj obelisk, rejst af københavnske borgere som et monument til minde om stavnsbåndets ophævelse. Grundstenen nedlagdes af kronprins Frederik (senere Frederik 6.) den 31. juli 1792.